# Jakob Teutelkofer
Jakob Teutelkofer († 23. Mai 1454) war Abt des Stiftes Kremsmünster.
Jakob Teutelkofer entstammte einer edlen Familie und wurde am 4. März 1419, drei Tage nach der Resignation seines Vorgängers Abt Hermann, unter Beisein der päpstlichen Kommissäre als Abt von Kremsmünster bestätigt.
Zu Beginn seiner Amtszeit kaufte Teutelkofer mehrere Realitäten. Am 6. Juli 1419 erlangte er in Florenz von Papst Martin V. die Bestätigung der früher erhaltenen Privilegien für das Stift. Drei Jahre später, am 5. Mai 1421, bestätigte auch Herzog Albrecht dem Kloster alle bisher erlangten Rechte und Freiheiten.

## Die Zeit der Hussitenkriege
In seine Amtszeit fielen auch die sogenannten Hussitenkriege, von denen das Kloster in den Jahren 1426 bis 1433 vor allem durch erhöhte Steuern betroffen war. Trotz schwieriger Umstände in dieser Zeit gelangen Abt Teutelkofer mehrere für das Kloster wirtschaftlich vorteilhafte Unternehmungen. Neben der Gründung einer dem Hl. Erasmus geweihten Kapelle in der Pfarre Steinerkirchen ist vor allem der Bau der Kirche des Hl. Leonhard im Jahre 1431 in der Pfarre Pettenbach zu erwähnen. Zu seinen Leistungen zählt aber auch der Ausbau der Kirche in Adlwang, für welche er von Papst Eugen IV. ansehnliche Indulgenzen erlangte.
Da der Adel immer raubgieriger wurde und die geistlichen Güter in Anspruch nahm, ließ Teutelkofer im Jahre 1449 alle Güter, Freiheiten und Rechte des Stiftes von einem öffentlichen Notar aufsetzen und von Abt Thomas von Lambach und den Äbten von Garsten und Gleink als unparteiische Schiedsrichter beglaubigen.
Während seiner 35-jährigen Amtsführung erwies er sich als kluger und großmütiger Vorsteher des Klosters, unter welchem das Stift aller Schulden entlastet und mit neuen Gütern bereichert wurde. Er starb am 23. Mai 1454.